# Епархия Муваттупужа
Епархия Муваттупужа (лат. Eparchia Muvattupuzhensis) — епархия Сиро-маланкарской католической церкви c центром в городе Муваттупужа, Индия. Епархия Муваттупужа входит в  митрополию Тируваллы. Кафедральным собором епархии Муваттупужа является церковь святого Иосифа.

## История
15 января 2003 года Римский папа Иоанн Павел II издал буллу Communitates terrarum, которой учредил епархию Муваттупужа, выделив её из епархии Тируваллы.

## Ординарии епархии
- епископ Thomas Koorilos Chakkalapadickal (2003—2007);
- епископ Abraham Youlios Kackanatt (2007 — по настоящее время).

## Источник
- Annuario Pontificio, Libreria Editrice Vaticana, Città del Vaticano, 2003, стр. 913, ISBN 88-209-7422-3
- булла Communitates terrarum  (лат.)